# Station Le Bourget
Le Bourget is een station gelegen in de Franse gemeente Le Bourget en het departement van Seine-Saint-Denis.

## Het station
Le Bourget ligt voor Passe Navigo gebruikers in zone 3 en telt drie sporen en vier perrons. Langs het station rijdt RER B en het is eigendom van SNCF.

## Overstapmogelijkheid
Er is een overstap mogelijk op verschillende buslijnen.
- RATP
  - vier lijnen

- Noctilien
  - één buslijn

- TRA
  - vijf buslijnen

- CIF
  - één buslijn

## Vorig en volgend station
| Richting                                | Vorig station                | Lijn  | Volgend station | Richting                                             |
| --------------------------------------- | ---------------------------- | ----- | --------------- | ---------------------------------------------------- |
| Robinson B2 Saint-Rémy-lès-Chevreuse B4 | La Courneuve - Aubervilliers | RER B | Drancy          | Aéroport Charles de Gaulle 2 TGV B3 Mitry - Claye B5 |